# Roodbaardbijeneter
De roodbaardbijeneter (Nyctyornis amictus) is een bijeneter die voorkomt in Zuidoost-Azië.

## Kenmerken
De roodbaardbijeneter is gemiddeld 30 cm lang. De bovenzijde is groen, de staart is van boven ook groen en van onder geel met een zwarte eindband. Opvallend is de rode keel en bovenste stuk van de borst, waarvan de veren als een lange rode baard een beetje afhangen. Het vrouwtje is ook rood op het voorhoofd, het mannetje is daar lila gekleurd.

## Verspreiding en leefgebied
De roodbaardbijeneter komt voor op het schiereiland Malakka (vanaf Myanmar), Sumatra en Borneo. Het is een vogel van ongerept laagland regenwoud, maar ook wel in ouder secondair bos. De vogel kiest zijn zitplaats in het verborgene van het bos om vandaar uit tevoorschijn te komen bij zijn jacht op grote insecten.

## Status
De roodbaardbijeneter heeft een enorm groot verspreidingsgebied en daardoor alleen al is de kans op de status kwetsbaar (voor uitsterven) gering. De grootte van de populatie is niet gekwantificeerd maar wordt geschat op 20 individuen per vierkante kilometer in geschikt habitat. Door ontbossingen gaat leefgebied verloren en daarom gaat de vogel in aantal achteruit. Echter, het tempo van achteruitgang ligt onder de 30% in tien jaar (minder dan 3,5% per jaar). Om deze redenen staat deze bijeneter als niet bedreigd de Rode Lijst van de IUCN.

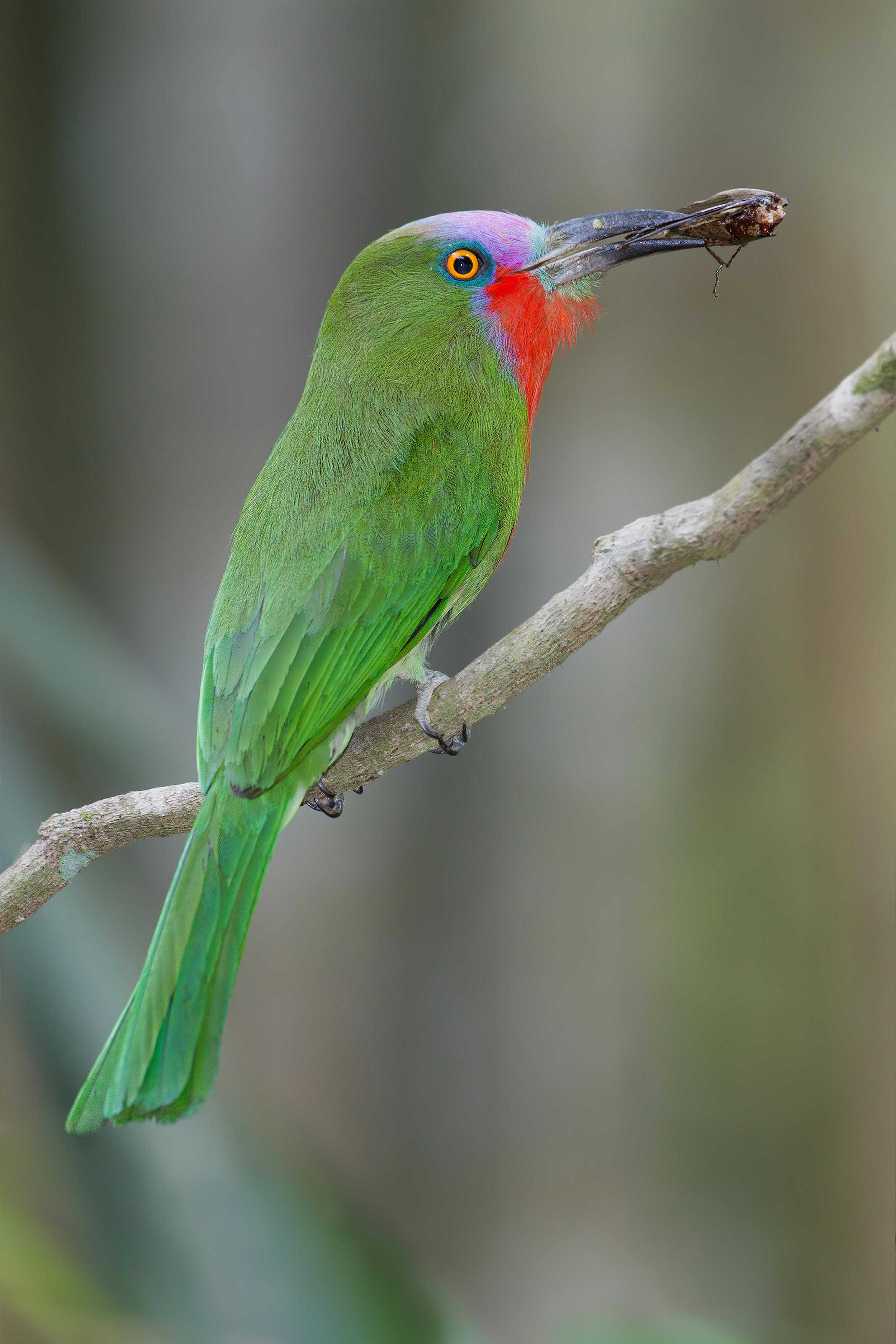
roodbaardbijeneter mannetje